# Robert Coppieters
 (avril 2020).
Le baron Robert Coppieters, né le 27 avril 1727 à Bruges et mort le 4 septembre 1797 dans la même ville, est un homme politique.

## Biographie
Petit-fils du ministre Jean-Baptiste Coppieters, Robert François Ghislain Marie Coppieters appartient à la noble famille Coppieters qui occupait des postes élevés depuis plusieurs générations, d'abord à Courtrai, puis à Bruges et à Bruxelles. Il est le fils de Robert Coppieters (1688-1754), receveur général des droits et taxes provinciaux pour la Flandre occidentale, et de Catharina van Egmont.
En 1753, après sept ans d'engagement, il épouse Jeanne Le Bailly (Bruges, 1747-1807), fille de Joseph Le Bailly, bourgmestre et receveur général du Franc de Bruges, et de Marie-Caroline de Schietere de Damhouder. Ils ont deux filles : Maria Coppieters (1753-1794), épouse Antoine de Peñaranda (1747-1824), receveur de la ville et échevin de Bruges ; Antonia Coppieters (1763-1802), épouse du baron Jacques Lauwereyns de Diepenhede (1770-1830), échevin du Franc de Bruges.
Après avoir obtenu un diplôme en droit de l'Université de Louvain en 1746, Coppieters effectue un stage de deux ans avec un avocat au Conseil des Flandres à Gand. Il sert ensuite quelque temps comme officier dans le régiment d'infanterie du marquis de Prié.
Coppieters n'a que 22 ans en 1749 quand il devient conseiller du magistrat de la ville de Bruges, avant de devenir échevin en 1752. En novembre 1767, il devient premier échevin de la ville de Bruges. Le bourgmestre était alors Jan de la Coste, décédé le 9 février 1771. Le siège est resté vacant pendant quelques semaines, et le 8 avril, Charles Le Bailly de Marloop est nommé bourgmestre de Bruges. Il est le beau-frère de Coppieters, mais cette relation étroite n'a pas empêché ce premier échevin de rester, tout comme elle n'a pas empêché son frère Philippe-Joseph Le Bailly de rester trésorier général de la ville. Les trois ont travaillé ensemble pour restructurer les finances de la ville, selon l'ordre donné par le gouvernement central. En conséquence, la ville a pu à nouveau payer des impôts au Trésor.
En 1776, sous son impulsion, une chambre générale des pauvres est établie, qui abolit la mendicité[réf. nécessaire].
Au cours de l'année 1778, Le Bailly accède à des postes supérieurs et Coppieters lui succède en tant que bourgmestre. Il est confirmé dans ce mandat le 8 mars 1788. Pendant la révolution brabançonne, un nouveau conseil municipal est nommé en décembre 1789 et Coppieters ne souhaite pas y participer. 
Les Autrichiens étant de retour au début de 1791, Coppieters reprend ses fonctions, à sa grande discrétion. Après un an d'insistance, sa démission est acceptée et il est remplacé par Jozef van Caloen. En tant qu'ancien bourgmestre, cependant, il est resté membre de la municipalité de Bruges et peut rendre des services à l'administration autrichienne à plusieurs reprises. Il reçoit le titre de baron en remerciement de son action.
La fonction de bourgmestre de Bruges rendait Coppieters membre permanent des États de Flandre, le parlement du comté de Flandre. Il prend sa mission très au sérieux et séjourne en conséquence régulièrement à Gand. En raison de ses nombreuses relations ainsi que du fait que son beau-frère présidait aux États de Flandre, son influence n'y était pas négligeable. Coppieters développe ses relations. Il se rend régulièrement à Bruxelles pour renforcer les contacts avec les dirigeants du moment, les ministres, les membres des conseils collatéraux, les courtisans, etc.
À partir de 1767, Coppieters rédige un journal qu'il a tenu jusqu'à quelques jours avant sa mort. Il y note de nombreux événements, à la fois en termes d'événements politiques et de petits problèmes domestiques et familiaux. En conséquence, son journal intime[réf. nécessaire] (publié en grande partie en 1907) est devenu un témoignage de premier ordre de la vie au XVIIIe siècle.

## Mandats et fonctions
- Bourgmestre de Bruges : 1777-1789, 1791-1792
- Prévôt de la Confrérie du Saint-Sang
- Directeur de l'hôpital Saint-Jean